# Équipe de Nouvelle-Calédonie féminine de basket-ball
Maillots
Actualités
L'équipe de Nouvelle-Calédonie de basket-ball féminin est l'équipe nationale qui représente la Nouvelle-Calédonie dans les compétitions internationales de basket-ball féminin. 
La Nouvelle-Calédonie ne s'est jamais qualifiée pour un tournoi olympique ou pour un Championnat du monde.
Les Néo-Calédoniennes sont troisièmes du Championnat d'Océanie 1997.